# Соджас
Соджа́с или Суджа́с (перс. سجاس‎, азерб. Socas) — небольшой город на северо-западе Ирана, в провинции  Зенджан. Входит в состав шахрестана  Ходабенде. Девятый по численности населения город провинции.

## География
Город находится в южной части Зенджана, в горной местности, на высоте 1751 метра над уровнем моря.
Соджас расположен на расстоянии приблизительно 45 километров к югу от Зенджана, административного центра провинции и на расстоянии 250 километров к западу-северо-западу (WNW) от Тегерана, столицы страны.

## Население
На 2006 год население составляло 5 577 человек; в национальном составе преобладают азербайджанцы, в конфессиональном — мусульмане-шииты.